# Карлов, Фёдор Васильевич
Фёдор Васильевич Карлов (1901—1986) — советский военачальник, участник Великой Отечественной войны, Герой Советского Союза (17.05.1944). Генерал-майор (13.09.1944).

## Биография
Фёдор Карлов родился 14 (по новому стилю — 27) декабря 1901 года в деревне Уродовка (ныне — Ефремовский район Тульской области). Сын рабочего. Жил в Москве, работал на парфюмерной фабрике «Модерн Парижа». С марта 1917 года работал ремонтным рабочим службы пути на железнодорожной станции Ефремов. С апреля 1919 года — секретарь волостного исполкома Ефремовского уезда.
В октябре 1919 года при приближении к Ефремову белой казачьей конницы генерала К. К. Мамонтова был призван на службу в Рабоче-крестьянскую Красную Армию, начальником отряда в Ефремовском сводном партизанском отряде, участвовал в Гражданской войне. В 1920 году окончил курсы красных командиров железнодорожных войск в Москве. С июня 1920 — красноармеец и командир отделения 2-й бригады железнодорожных войск Западного фронта, с декабря 1920 — командир отделения 1-го железнодорожного полка в Карелии. Участник отражения финского вторжения в Карелию в 1921-1922 годах. В феврале 1922 года назначен командиром отделения 16-й стрелковой дивизии имени В. И. Киквидзе в Приволжском военном округе. С сентября 1922 года Карлов служил в войсках ГПУ при НКВО РСФСР начальником Ефремовской уездной конвойной команды. В январе 1924 года переведён на работу в милицию и уволен из армии.
Работал в Ефремове старшим милиционером, с марта 1925 — помощник начальника Каменской районной милиции Тульской губернии, с сентября 1925 — командир отделения и начальник команды охраны в транспортной милиции на станциях Елец и Ефремов. С 1926 года служил помощником инспектора дорожно-транспортного отдела ОГПУ СССР на Московско-Курской железной дороге.
В марте 1930 года вновь зачислен на службу в войска ОГПУ помощником начальника 1-й части штаба охраны железнодорожных сообщений. С октября 1932 — помощник начальника штаба 8-й железнодорожной бригады ОГПУ (позднее переименована в 3-ю железнодорожную бригаду), с мая 1934 — помощник начальника штаба 73-го железнодорожного полка Московского округа, с августа 1934 — помощник начальника штаба 173-го полка НКВД. В феврале 1936 года направлен на учёбу.
В 1937 году он окончил Высшую пограничную школу НКВД СССР, по окончании в августе 1937 года назначен младшим помощником начальника 1-го отделения 2-го отдела штаба внутренних войск НКВД Московского округа, с марта 1939 — старший помощник начальника 1-го отделения 1-го отдела Главного управления конвойных войск НКВД СССР, с марта 1941 — старший помощник начальника отделения отдела службы Управления конвойных войск НКВД СССР. В 1941 году окончил вечернее отделение Военной академии РККА имени М. В. Фрунзе.
С июня 1941 года — на фронтах Великой Отечественной войны, будучи назначен начальником 1-го (оперативного) отделения штаба 41-й бригады конвойных войск НКВД, подчинённой начальнику охраны тыла Северного фронта. С сентября 1941 года — начальник 2-го (разведывательного) отделения штаба 1-й отдельной дивизии войск НКВД 48-й армии Ленинградского фронта, которая оборонялась под Мгой и затем была переброшена под Шлиссельбург. Участвовал в обороне Ленинграда, в том числе в Ленинградской оборонительной и 2-й Синявинской наступательной операциях. 5 ноября 1941 года на «невском пятачке» был тяжело ранен и контужен.
После выписки из госпиталя в декабре 1941 года назначен начальником штаба 126-й отдельной курсантской бригады Ленинградского фронта. С марте 1942 года переброшен с бригадой на Северо-Западный фронт и участвовал в 1-й Демянской наступательной операции. С 31 декабря 1942 года по 25 января 1943 года временно исполнял должность командира 170-й стрелковой дивизии в 11-й армии Северо-Западного фронта, после прибытия нового командира вернулся к командованию бригадой.
С марта 1943 года и до Победы Ф. В. Карлов командовал 163-й стрелковой дивизией, в момент его назначения находившейся в составе 11-й армии Северо-Западного фронта. В апреле дивизия была выведена в Степной военный округ, в июле её передали в 27-ю армию Воронежского фронта (с октября 1943 — 1-й Украинский фронт). Под его командованием она участвовала в Курской битве, в Белгородско-Харьковской наступательной операции, в битве за Днепр, в Сумско-Прилукской наступательной, Киевской наступательной, Киевской оборонительной, в Житомирско-Бердичевской и Корсунь-Шевченковской наступательных операциях. Дивизия участвовала в освобождении Ромен, Прилук, Киева, Фастова, Житомира. В феврале 1944 года вместе с 40-й армией дивизия была передана на 2-й Украинский фронт.
Командир 163-й стрелковой дивизии (50-й стрелковый корпус, 40-я армия, 2-й Украинский фронт) полковник Ф. В. Карлов особо отличился во время Уманско-Ботошанской наступательной операции. 10 марта 1944 года дивизия Карлова прорвала немецкую оборону в районе села Тыновка Жашковского района Черкасской области Украинской ССР, после чего за месяц с боями прошла до 400 километров на западу, форсировав реки Соб, Южный Буг, Днестр, Прут, Серет и первой среди частей фронта выйдя к государственной границе СССР с Румынией. За время наступления дивизия освободила более 800 населённых пунктов, уничтожила около 3 тысяч солдат и офицеров противника, 22 бронетранспортёра, 54 танка, 35 артиллерийских орудий и 6 самолётов.
Указом Президиума Верховного Совета СССР от 17 мая 1944 года «за образцовое выполнение боевых заданий Командования на фронте борьбы с немецкими захватчиками и проявленные при этом отвагу и геройство» полковнику Фёдору Васильевичу Карлову присвоено звание Героя Советского Союза с вручением ордена Ленина и медали «Золотая Звезда» (за № 1874).
В дальнейшем дивизия Карлова продолжала вести боевые действия на 2-м Украинском фронте, с февраля 1945 года — на 3-м Украинском фронте. Она освобождала Венгрию, Австрию, Чехословакию. Дивизия по-прежнему успешно действовала в Ясско-Кишинёвской, Бухарестско-Арадской, Дебреценской, Будапештской наступательных операциях, в Балатонской оборонительной операции, в Венской и Грацско-Амштеттенской наступательных операциях. Победу он встретил у города Грац в Восточных Альпах. В конце 1944 года, уже будучи генералом, Карлов получил своё второе ранение в Венгрии.
Генерал Карлов считался одним из лучших командиров дивизий в годы войны, а его дивизия — одной из самых успешных. Под его командованием дивизия получила почётные наименования «Ромненская» (19 сентября 1943 г.), «Киевская» (6 ноября 1943 г.), она была награждена орденами Ленина (18 апреля 1944 года, за освобождение города Хотин), Красного Знамени (8.04.1944 г., за освобождение города Вапнярка), Суворова 2-й степени (8 апреля 1944 г., за форсирование Днестра и выхода на советско-румынскую границу), Кутузова 2-й степени (15.09.1944 г., за разгром немецкой группировки в районе Плоешти). За время войны около 7 тысяч воинов дивизии награждены орденами и медалями, 57 удостоены звания Героя Советского Союза.
В июле 1945 года сдал командование дивизией и направлен в распоряжение Военного Совета Забайкальского фронта. Участвовал в советско-японской войне, командовал воздушным десантом, который захватил город Чанчунь, разоружив его гарнизон и взяв в плен всё командование и штаб Квантунской армии. С августа 1945 по апрель 1946 года был военным комендантом Чанчуня. Был командиром оперативной группы при выводе советских войск из Маньчжурии в апреле-мае 1946 года.
После возвращения в СССР генерал Карлов продолжил службу в Советской Армии. С июня 1946 года — старший инспектор Инспекции Главного управления кадров Вооружённых сил СССР. С мая 1947 года — начальник курсов усовершенствования и подготовки начальников отделений и отделов кадров соединений при Военном институте иностранных языков. В декабре 1953 года генерал-майор Ф. В. Карлов уволен в запас.
Проживал в Москве. Активно участвовал в воспитательно-патриотической и ветеранской работе. Автор книги мемуаров. Скончался 24 марта 1986 года, похоронен на Центральном кладбище города Долгопрудного Московской области.

## Воинские звания
- Старший лейтенант (1936)
- Капитан (3.04.1939)
- Майор (1941)
- Подполковник (19.05.1942)
- Полковник (16.10.1942)
- Генерал-майор (13.09.1944)

## Награды
- Герой Советского Союза (17.05.1944)
- Два ордена Ленина (17.05.1944, 21.02.1945)
- Три ордена Красного Знамени (15.09.1943, 3.11.1944, 15.11.1950)
- Два ордена Суворова 2-й степени (10.01.1944, 13.09.1944)
- Два ордена Кутузова 2-й степени (9.04.1943, 31.08.1945)
- Орден Богдана Хмельницкого 2-й степени (28.04.1945)
- Орден Отечественной войны 1-й степени (11.03.1985)
- Орден Красной Звезды (14.02.1943)
- Медаль «За боевые заслуги» (3.11.1944)[6]
- Медаль «За оборону Ленинграда»
- Медаль «За взятие Будапешта»
- Медаль «За взятие Вены»
- Медаль «За освобождение Праги»
- Другие медали[3]
- Знак «Честному воину Карельского фронта» (1922)
- Орден Заслуг 1-го класса (Венгрия)
- Медаль «Китайско-советская дружба» (КНР)